# إيفان يوفانوفيتش
إيفان يوفانوفيتش (بالإنجليزية: Ivan Jovanović) مواليد 8 يوليو 1962 في جمهورية يوغوسلافيا الاشتراكية الاتحادية، هو مدرب ولاعب كرة قدم صربي سابق.

## مهنة التدريب

### اليونان
بدأ إيفان يوفانوفيتش مسيرته التدريبية في 2001 في الجانب اليوناني مع فريق نادي نيكي فولوس لكرة القدم. كما أنه يعمل لفريق ايراكليس لكرة القدم وفريق باناشيكي.

### نادي أبويل
يمتلك المدرب الصربي سجلا حافلا بالإنجازات في أوروبا وخاصة مع فريق أبويل نيقوسيا القبرصي الذي كان يتولي تدريبه، واستقال من تدريبه بعد 5 سنوات و نصف متتالية مليئة بالإنجازات، حيث حقق معه لقب الدوري القبرصي 4 مرات، وكأس قبرص مرة واحدة، ولقب السوبر القبرصي 4 مرات، علاوة على تتويجه بلقب أفضل مدرب في الدوري القبرصي عدة مرات، وقاد الفريق إلى التأهل لأول مرة إلى دوري المجموعات في بطولة دوري أبطال أوروبا عام 2010، وفي عام 2012 خرج من دور الثمانية أمام ريال مدريد.

### نادي النصر
في 18 يونيو 2013 أعلن إيفان يوفانوفيتش رسميا عن تعاقده مع فريق النصر الإماراتي لمدة سنتينذلك خلفا للإيطالي والتر زينغا.

## روابط خارجية
- إيفان يوفانوفيتش على موقع قاعدة بيانات كرة القدم.إي يو (الإنجليزية)
- إيفان يوفانوفيتش على موقع Soccerway.com (الإنجليزية)
- إيفان يوفانوفيتش على موقع عالم كرة القدم.نت (الإنجليزية)